# Historia de Cartago

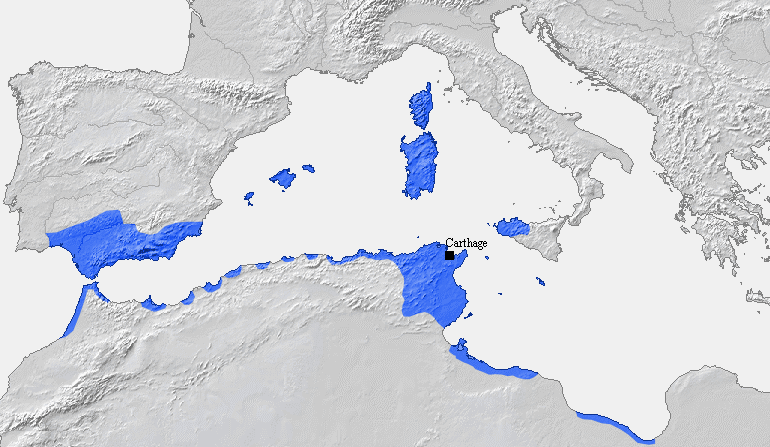
Extensión del territorio cartaginés antes de la primera guerra púnica.

El estudio de la historia de Cartago es a menudo considerado como problemático. Debido a su sometimiento por los romanos tras el fin de la tercera guerra púnica, han sobrevivido muy pocas fuentes históricas primarias. Se han preservado unas cuantas traducciones antiguas de textos púnicos al griego y al latín, así como inscripciones en monumentos y edificios en África del Norte; sin embargo, la mayoría de fuentes primarias sobre la civilización cartaginesa fue escrita por historiadores griegos y romanos, tales como Tito Livio, Polibio, Apiano, Cornelio Nepote, Silio, 
Como todas las factorías fenicias, Cartago debía entregar un tributo a Tiro, como signo de fidelidad; sin embargo, el declive de Tiro frente al progreso de los griegos incitó a los cartagineses a independizarse durante el curso de la segunda mitad del siglo VII a. C. Un siglo y medio después de la fundación de la ciudad, los cartagineses se instalaron en las islas Baleares, luego dominaron la parte occidental de Sicilia, el sur de Cerdeña y, en alianza con los etruscos, repelieron a los griegos fuera de Córcega. De esta manera, controlaron la totalidad del comercio y de la navegación en el Mediterráneo occidental y poseyeron numerosos territorios tanto al interior como al exterior de África: Mauritania, Numidia, Iberia, el sur de la Galia[cita requerida], Sicilia, Cerdeña y el sur de Italia.
Antes de la primera guerra púnica, Cartago contaba con un territorio de alrededor de 73.000 km²[cita requerida] y una población de cerca de 4 millones de habitantes[cita requerida]. Como en el caso de Roma, su mayor enemiga, el nombre de la ciudad englobaba todos los territorios sometidos bajo su jurisdicción.

## Antecedentes
Cartago fue uno de varios asentamientos fenicios en el Mediterráneo occidental que fueron creados para facilitar el comercio de las ciudades de Sidón, Tiro y otras de Fenicia que estaban situadas en la costa de lo que actualmente es Siria, Líbano e Israel. En el siglo X a. C., la franja costera del Mediterráneo oriental estaba habitada por varias poblaciones semitas, quienes habían creado florecientes civilizaciones. El pueblo que habitaba el actual Líbano llamaba su lengua canaanita, pero fueron llamados "fenicios" por los griegos. El idioma fenicio era muy cercano al antiguo hebreo a tal grado que este último era a menudo utilizado como ayuda para la traducción de inscripciones fenicias.
Las ciudades fenicias eran muy dependientes del comercio, tanto terrestre como marítimo, y sus ciudades contaban con varios de los puertos más importantes del área. Los fenicios establecieron numerosas ciudades coloniales a lo largo de las costas del Mediterráneo (desde Iberia hasta el Mar Negro), con la finalidad de proveer un lugar de descanso para sus flotas mercantes, mantener un monopolio fenicio sobre un recurso natural de un área o para comerciar por su cuenta. Fueron estimulados a fundar ciudades por una necesidad de revitalizar el comercio para pagar el tributo extraído a Tiro, Sidón y Biblos por una sucesión de imperios que los gobernaron y, más tarde, por temor de una total colonización griega de esa parte del Mediterráneo. La colonización fenicia inicial tuvo lugar durante una época cuando otros gobiernos vecinos (griegos, hititas, cretenses) estaban pasando por una "Edad Oscura", quizás después de la llegada de los pueblos del mar.

### Extensión del asentamiento fenicio
La ciudad más importante de los fenicios era Tiro, la cual estableció una serie de puestos de comercio alrededor del Mediterráneo. Con el tiempo, los fenicios establecieron 300 colonias en la costa noroccidental de Africa, la península ibérica y, en menor medida, en la costa árida de Libia. Más tarde, Cartago y varios otros asentamientos se convirtieron en ciudades por derecho propio. Los fenicios carecían de población o necesidad de establecer ciudades autosuficientes fuera de su territorio y la mayoría de las ciudades tenía menos de 1000 habitantes; sin embargo, Cartago y unas cuantas otras ciudades se convirtieron en grandes ciudades autosuficientes e independientes. Los fenicios controlaban Chipre, Cerdeña, Córcega y las islas Baleares, así como posesiones menores en Creta y Sicilia, teniendo por estos últimos asentamientos un conflicto permanente con los griegos. Los fenicios lograron controlar toda Sicilia por un tiempo limitado, pero este control se circunscribió sólo a la costa.
Las primeras colonias fenicias fueron fundadas para explotar la riqueza mineral de Iberia, a lo largo de la costa africana, en Sicilia, Cerdeña y las islas Baleares. El centro del mundo fenicio, Tiro, servía como centro económico y político, aunque el poder de esta ciudad disminuyó tras varios asedios y su posterior destrucción por Alejandro Magno. El liderazgo fue asumido por Sidón y, finalmente por Cartago. Cada colonia pagaba tributo sea a Tiro o a Sidón, pero ninguna de estas ciudades tenía un control real sobre las colonias. Esta situación cambió con el ascenso de Cartago, dado que los cartagineses nombraron a sus propios magistrados para gobernar los pueblos y retuvieron un gran control directo sobre las colonias. Esta política tuvo como resultado que muchas de las colonias ibéricas tomaran partido por los romanos durante las guerras púnicas.

## Fundación
Cartago fue fundada por colonos fenicios de la ciudad de Tiro, que trajeron consigo la deidad tutelar de Melkart. El historiador romano Apiano fecha la fundación de Cartago 50 años antes de la guerra de Troya (esto es, entre 1244 y 1234 a. C., según la cronología de Eratóstenes). El poeta romano Virgilio creía que la fundación de la ciudad coincidió con el fin de la guerra de Troya; sin embargo, dejando de lado las leyendas sobre la fundación y estableciéndonos en tiempo histórico, es más probable que la ciudad fuera fundada en algún momento entre 846 y 813 a. C.

### Leyendas sobre la fundación de Cartago
Según la tradición, la ciudad fue fundada por la reina Dido (o Elisa o Elissar), quien dejó Tiro luego del asesinato de su esposo. Un crimen que perpetró su hermano menor, el rey de Tiro, en un intento por reforzar su propio poder. Varios mitos de la fundación han sobrevivido por medio de la literatura griega y latina (véase Birsa, por ejemplo).

## Expansión y hegemonía
Arqueólogos e historiadores tienen dificultades en distinguir entre lo relativo a fenicios y púnicos en los lugares de dominio fenicio-púnico de ocupación más antigua, en particular, en el norte de África;  esta distinción era igualmente difícil para los contemporáneos del siglo VII a. C.. La especificación de Cartago se hace, sobre todo, a partir de los siglos VI a. C. y V a. C..

### Caracteres del espacio púnico-fenicio del Mediterráneo occidental
El imperio púnico que se formó se considera como una confederación de colonias preexistentes, dirigida por la más poderosa de ellas, en el momento del declive de la ciudad fundadora de Tiro. Cartago se habría encargado de asegurar la seguridad colectiva y la política exterior y comercial de esta comunidad.
La ausencia de fuentes escritas entre la fundación de la ciudad y la segunda mitad del siglo VI a. C. lleva a una dependencia de las fuentes arqueológicas, difíciles de interpretar. La cuestión del imperialismo de Cartago ha sido objeto de apasionados debates. Ciertos historiadores, como Yann Le Bohec afirman su existencia, aunque haya conocido un periodo de ralentización. El control cartaginés de las ciudades fenicias de la cuenca del Mediterráneo occidental se data en el siglo VI a. C., aunque los diferentes componentes del espacio púnico parecen haber tenido una gran autonomía, particularmente en términos de política comercial. Las posesiones africanas de Cartago habrían vivido particularmente mal la explotación de mano de obra con fines agrícolas, ya que las fuentes se hacen eco de revueltas brutales. Los episodios referentes a Cerdeña evocan igualmente un rechazo al poder púnico.
A pesar de su poder, el espacio púnico aparece, en la víspera de las guerras púnicas, como falto de coherencia geográfica y cierta debilidad territorial, además de depender de un ejército mercenario de fidelidad aleatoria.

### Colonias

#### Colonización de Cerdeña

Mapa de la antigua Cerdeña, con la localización de sus distintos ocupantes.

Las primeras instalaciones fenicias de Cerdeña se fechan a finales del siglo IX a. C. como testimonia la estela de Nora. Las relaciones con los sardos de cultura nurágica fueron difíciles a veces, en particular en lo concerniente a la integración de elementos culturales exógenos. Sin embargo, la elección de los lugares de instalación en la isla por los colonizadores siguieron los pasos de sus precursores. Por su parte, la implantación cartaginesa se fecha a finales del siglo VI a. C., en particular, la toma de posesión del sitio de Monte Sirai que refleja la importación de modelos de fortificaciones orientales.
La isla fue el buque insignia de los fenicios desde finales del siglo IX a. C.. Sin embargo, a mediados del siglo VI a. C., vio la derrota de Malco ante la población indígena. La victoria de Alalia confirmó la implantación cartaginesa en la isla, que se benefició de los tratados entre Roma y Cartago, y el acceso a Córcega.
Entre los siglo V a. C. y III a. C., los cartagineses erigieron una serie de fortificaciones, que permitieron la conquista completa de la isla. Los descubrimientos arqueológicos « revelan una homogeneidad cultural » por todo el territorio sardo, lo que indica la fuerza de la implantación púnica, salvo en la parte Norte-Este, dejada sin duda voluntariamente a la población original.

#### Colonización de Malta
El archipiélago de Malta ha conocido una antigua civilización desde el Calcolítico. Con el declive de Fenicia bajo los golpes de asirios y babilonios, pasó bajo control de Cartago en 480 a. C.. Fue entonces una colonia importante para la lucha que los cartagineses emprendieron contra los griegos, y luego contra los romanos.
Según Jacques Godechot, es probable que el archipiélago tuviera un papel importante en el comercio con las islas británicas y las de Cabo Verde, como depósito de mercancías y astillero. Les huellas de instalación fenicia se remontan al siglo VIII a. C., con la presencia de necrópolis. La cohabitación con la población original es igualmente visible en los templos, como el de Tas Silg.

#### Posesiones cartaginesas en Sicilia

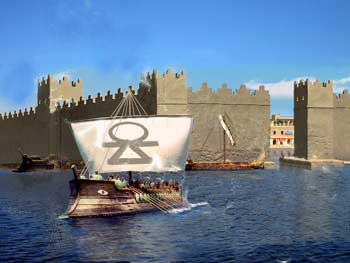
Reconstrucción de un navío abandonando en el cothon de Motia

Por su parte, Sicilia fue frecuentada por los fenicios desde los siglos siglo XII-XI a. C. La instalación fenicia en los centros urbanos, después de una fase de pre-colonización, se fecha en la segunda mitad del siglo VIII a. C. o del siglo VII a. C., al menos, en el sitio de Motia.
La presencia púnica tenía una finalidad comercial, antes que de ambición territorial, aunque se han encontrado indicios de actividad industrial. Además, las posesiones púnicas no se organizaron de manera centralizada.
La situación de Sicilia es compleja: griegos y cartagineses se disputan la posesión desde el siglo V a. C.. Sin embargo, las relaciones entre ellos, a menudo fueron positivas. Tucídides menciona una disminución de las colonias cartaginesas en varios puntos, incluida Motyé, en el momento de la llegada de los griegos; esta ciudad había sido fundada en el siglo VI a. C., antes de la empresa cartaginesa, al oeste de la isla.

#### Posesiones en España continental

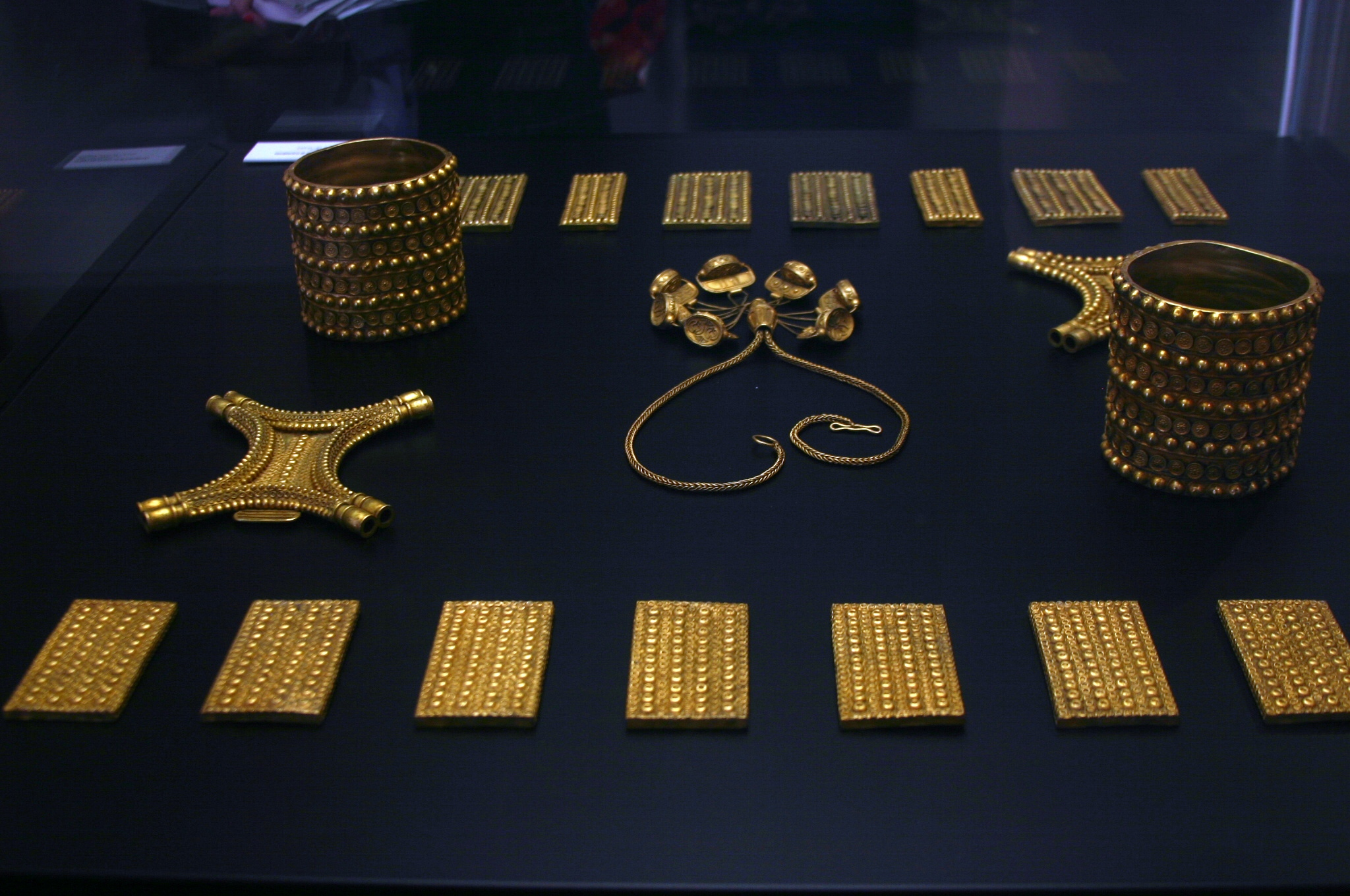
Tesoro de El Carambolo, testimonio del movimiento orientalizante del encuentro entre fenicios y la civilización de Tartessos, Museo Arqueológico Nacional (España)

La España actual fue afectada por la colonización fenicia de modo precoz; la fundación de Gades, « la colonia fenicia más importante de occidente » para María Eugenia Aubet, está fechada, según la tradición literaria (especialmente, Veleyo Patérculo) en 1100 a. C.. La arqueología demuestra una presencia oriental importante en Andalucía oriental alrededor de los años 750 a. C.-550 a. C., con apogeo en el siglo VII a. C.. La población de la antigua civilización de Tartessos se mezcló con los fenicios en los siglos VIII a. C. y VII a. C., en un movimiento de aculturación, calificada como orientalizante, tanto en lo material como en lo social.
La colonización tenía como finalidad el acercamiento a las minas, como las de plata, para aumentar la prosperidad fenicia. El templo principal de Gades, consagrado a Melqart jugó un papel, no solamente religioso, sino también económico, durante toda la Antigüedad. Los establecimientos fenicios de España conocieron una crisis en el siglo VI a. C., seguida por el periodo púnico (siglos VI a. C.-III a. C.), caracterizado por las aportaciones culturales de Cartago, religiosas, y también urbanas. Tras una intervención en el siglo VI a. C., los cartagineses se asentaron en España, en el contexto de la concurrencia con los foceos de Massalia. En época púnica, Gadir conserva lazos con Tiro. La toma de posesión es sistemática a partir del siglo III a. C., con la familia Bárcida.

#### Colonización de Ibiza

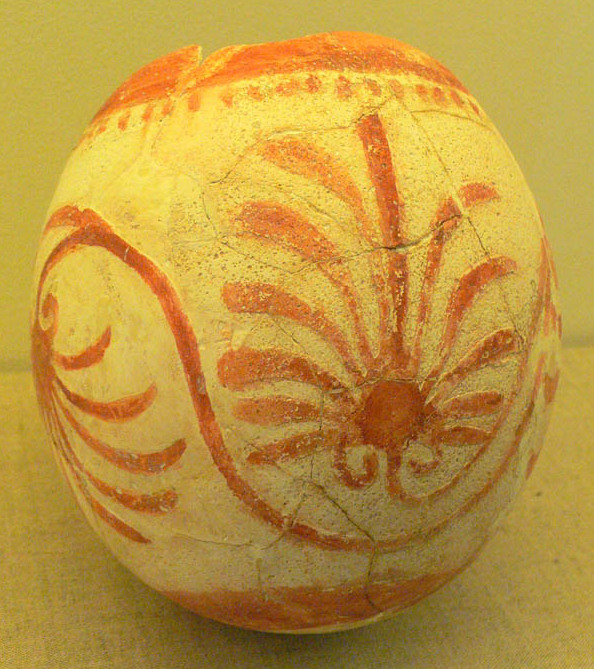
Huevo de avestruz pintado, elemento de la necrópolis de Puig des Molins. Museo de Puig des Molins, Ibiza

Ibiza posee una situación privilegiada para el comercio hacia el nordeste del Mediterráneo, y por la calidad portuaria de su bahía. Deshabitada en principio, la instalación de una colonia de Gadir tuvo lugar en el siglo VII a. C..
Según Diodoro de Sicilia, fue tomada en 654 a. C. por Cartago, lo que la haría colonia propiamente púnica, pero la cuestión no está resuelta por los descubrimientos arqueológicos. La importante necrópolis de Puig des Molins puede pertenecer, tanto al mundo fenicio, como al púnico. María Eugenia Aubet considera por su parte que la isla no se integra al espacio púnico hasta la segunda mitad del siglo VI a. C.. La identificación es también problemática por el hecho de la naturaleza funeraria de la documentación arqueológica.
Ibiza y las Baleares proporcionan una unidad de élite al ejército de Cartago, los honderos baleares, desde el siglo IV a. C. Los siglos V a. C.-II a. C. son un periodo de apogeo para la isla, una fase de colonización intensa en los siglos V a. C.-IV a. C., seguida de una irradiación comercial en gran parte del Mediterráneo occidental a partir del siglo III a. C.. La ocupación romana no puso fin a la difusión de la civilización púnica.

### Expansión en África
La presencia fenicia en África del Norte es precoz, como atestigua la tradición relacionada con Útica, aunque Cartago toma posesión de las colonias fenicias en el siglo VI a. C., la expansión territorial de Cartago es aquí tardía, y considerada habitualmente como relacionada con la derrota de Hímera en 480 a. C.. M'hamed Hassine Fantar fecha esta preeminencia en el siglo VII a. C..
La toma de control se limita por largo tiempo a instalaciones costeras, llamadas «escalas púnicas». Estos espacios, todos situados entre treinta y cuarenta kilómetros, han sido resaltados en el territorio actual de Argelia, por Pierre Cintas, en particular el sitio de Tipaza. Algunas instalaciones son obra de poblaciones instaladas en Andalucía, en particular, Rashgún desde el siglo VII a. C..
A partir de 480 a. C., Cartago se lanza a la conquista de una zona de influencia, cuyos detalles son desconocidos. Asimismo, el siglo V a. C. verá el final del tributo rendido al poder africano original.

## Primeras rivalidades y tratados

### Rivalidad con los focenses
Los foceos, desde los comienzos de su presencia en el Mediterráneo occidental, son serios competidores al desarrollo de los intereses púnico-fenicios, en razón de su voluntad de desarrollar el comercio de los metales. La colonización focense funda Marsella hacia 600 a. C., instalación contra la cual parece haber luchado Cartago. Los focenses, instalados luego en Alalia (Córcega) hacia 565 a. C. subsisten por actos de piratería y amenazan los intereses de los aliados etruscos y púnicos. La batalla de Alalia en 540 a. C. opone a los focenses de Marsella a los dos aliados, y concluye con la estabilización de las zonas de influencia en la región.
Esta batalla naval es conocida por el relato de Heródoto, pero la arqueología ha desmentido que el sitio fuera abandonado por los griegos: una población griega se mantuvo, con presencia púnica a finales del siglo III a. C., poco antes de la ocupación romana tras la primera guerra púnica.

### Tratados con Roma
Las relaciones con Roma son cordiales al principio, con la firma de un tratado a finales del siglo VI a. C., que se renueva en 348 a. C., 338 a. C., 306 a. C. y 279 a. C.
En 509 a. C., Roma y Cartago firman el tratado que divide las áreas de influencia y de comercio entre las dos ciudades. El texto, conocido por Polibio, es la primera fuente que indica que Cartago ha conquistado parte de Sicilia y Cerdeña, donde parece ejercer un monopolio comercial. Lor romanos y sus aliados no podían ir más allá del « Cabo Bon » salvo excepciones.

## Guerras contra los griegos

### Guerras sicilianas

#### Primera guerra siciliana

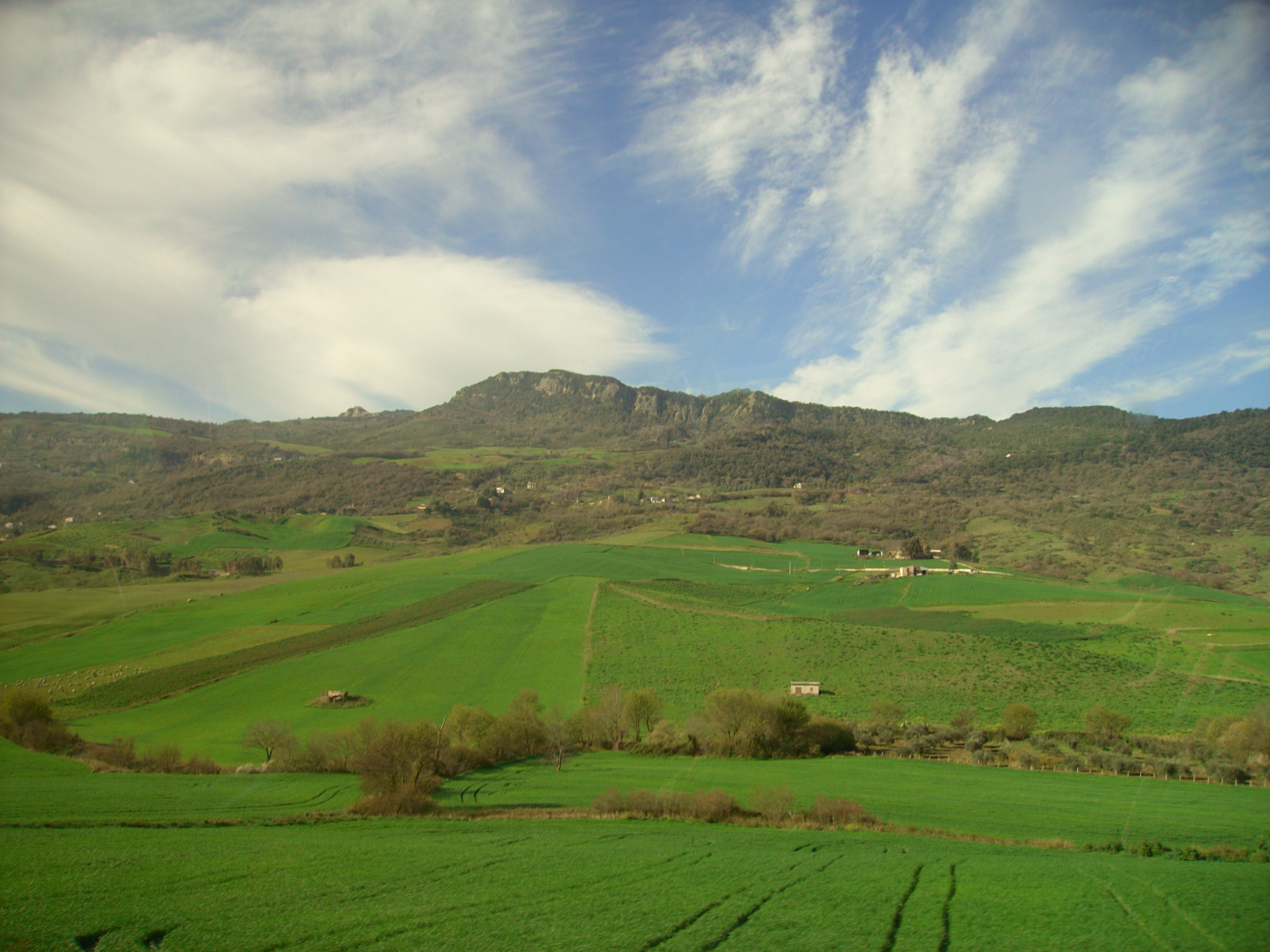
Paisaje típico de Sicilia

Sicilia, a las puertas de Cartago, se convierte en escenario de las guerras sicilianas. Desde tiempo atrás, griegos y fenicios se disputan esta isla estratégica y establecen numerosas implantaciones en sus costas. Hay por tanto, siglos de conflictos locales entre ellos. En 480 a. C., Gelón, tirano de Siracusa, trata de unificar la isla bajo su dominio, atacando a Terilo, aliado de Cartago instalado en Himera.
Cartago siente la amenaza y, con la alianza del Imperio aqueménida, declara la primera guerra siciliana a los griegos, enviando tropas bajo el mando del general Amílcar Magón. Según las fuentes tradicionales, disponía de 300.000 hombres, aunque esta cifra puede ser exagerada.
En ruta hacia Sicilia, el general sufre pérdidas por el mal tiempo. Tras su llegada a Panormo, es derrotado en la batalla de Hímera en 480 a. C., y muere en combate o se suicida.

#### Segunda guerra siciliana

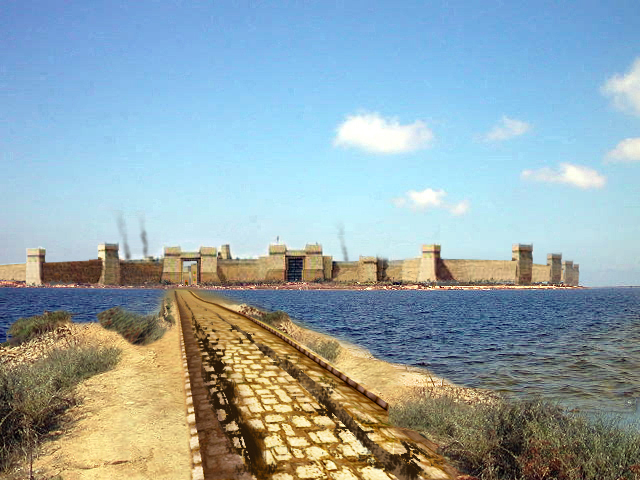
Reconstrucción de la isla fortificada de Motyé, con la carretera de unión con tierra firma, tomada de Dionisio de Siracusa en 398

Zonas de influencia en el Mediterráneo occidental en el 348 a. C.

Hacia 410 a. C., Cartago se ha repuesto de sus reveses militares, ha conquistado gran parte del actual Túnez, y fundado nuevas colonias en el norte de África. También sostiene las expediciones de Hannón el navegante a la costa africana, y de Himilcón al Océano Atlántico. Durante este periodo, las colonias de la península ibérica se rebelan, cortando los suministros de plata y cobre.
En 409 a. C., Aníbal Magón embarca con sus tropas, a la conquista de Sicilia. Consigue invadir ciudades menores, como Selinunte e Hímera, antes de volver triunfalmente a Cartago, con su botín. Pero el enemigo principal, Siracusa, no ha sido tocado, y en 405 a. C., Aníbal emprende una segunda expedición, con intención de apoderarse de toda la isla. Esta vez encuentra resistencia. Después del asedio de Agrigento, las fuerzas cartaginesas son diezmadas por una epidemia de peste, de la que también es víctima Aníbal. Su sucesor, Himilcón, conquista Gela, y vence a Dionisio I de Siracusa, que se ve obligado a firmar la paz.

#### Tercera guerra siciliana

Mapa del Túnez púnico en el momento de la expedición de Agatocles.

En 315 a. C., el tirano de Siracusa, Agatocles, se apodera de Mesina y, en 311 a. C. invade las últimas factorías cartaginesas de Sicilia, y pone sitio a Agrigento.
Amílcar Giscón dirige la respuesta cartaginesa con éxito, tomando el control prácticamente de toda Sicilia en 310 a. C., y asediando Siracusa. A la desesperada, Agatocles manda una expedición en secreto a África, contra Cartago. Esta expedición resulta victoriosa, y obliga a Cartago a retirar la mayor parte de su ejército para enfrentarla.
El ejército de Agatocles es batido en 307 a. C., como consecuencia de la defección de sus aliados libios, pero él consigue escapar a Sicilia, donde negocia la paz, que conserva el estatuto de Siracusa de plaza fuerte griega.

### Guerra de Pirro

Áreas de influencia en el Mediterráneo occidental en 306 a. C.

Entre 280 a. C. y 275 a. C., Pirro de Epiro emprendió dos expediciones destinadas a acrecentar la influencia del Reino de Macedonia en el Mediterráneo occidental. La primera fue dirigida contra la República romana, en el sur de Italia, y la segunda contra el Estado púnico en Sicilia.
Pirro envía una fuerte vanguardia de tres mil infantes, bajo el mando de Cinaeus de Tarento ; el grueso del ejército atraviesa la península griega, y se reúne con la vanguardia en Tarento.
En el curso de la campaña de Italia, Pirro recibe a enviados de las ciudades sicilianas de Agrigento, Siracusa, y Leontinos, que piden ayuda para derrocar el poder cartaginés. Pirro acepta, y refuerza las ciudades sicilianas con 20.000 infantes, 3.000 caballeros, y veinte elefantes de guerra, así como doscientas naves.

Guerra de Pirro en Italia.

Al principio, la guerra de Pirro en Sicilia contra Cartago fue un éxito, ya que hizo retroceder a las fuerzas cartaginesas, y se apoderó de la ciudad-fortaleza de Eryx, aunque hubo de renunciar a Lilibea. Después de estas pérdidas, Cartago trata de emprender negociaciones de paz, proponiendo conservar sólo Lilibea. Pirro no acepta, más que a condición de que Cartago renuncie a toda Sicilia, mientras que su asedio a Lilibea fracasa. Según Plutarco, Pirro proyecta atacar Cartago, y comienza a preparar una expedición. Sin embargo, su tratamiento implacable de las ciudades sicilianas hace que crezca la hostilidad de los griegos, y se ve obligado a abandonar Sicilia hacia Italia meridional en 276 a. C..
Sus expediciones en Italia no se ven saldadas con victorias decisivas, y Pirro se retira a Epiro. Para Cartago, esto lleva a la situación de statu quo. Para Roma, el hecho de que Pirro no haya sabido defender las colonias de la Magna Grecia significa que van a entrar en su esfera de influencia, que se extenderá a toda la península italiana.

## Guerras púnicas

Territorios romano, siracusano y cartaginés en vísperas de la primera guerra púnica

La lucha entre Roma y Cartago toma amplitud con el crecimiento de las dos ciudades. Las tres Guerras púnicas pusieron a Roma a punto de caer, pero concluyeron con la destrucción de Cartago en 146 a. C., tras un asedio de tres años.

### Primera guerra púnica (264-241a.C.)

Extensión del territorio cartaginés en 279 a. C., antes de la primera guerra púnica, periodo de máxima extensión territorial.

El conflicto entre Roma y Cartago sucede a largos años de tratados. Se extiende entre los años 264 a. C. y 241 a. C., y se trata de un conflicto esencialmente naval, y de lucha de influencias en Sicilia. El principal problema es la posesión del estrecho de Mesina. Los cartagineses toman la ciudad de Mesina, que había sido tomada por los mercenarios mamertinos en 288 a. C..
En lucha contra Hierón II, los mamertinos piden ayuda a Cartago, y luego se vuelven hacia Roma. Esta última considera la demanda como una sumisión, y no puede desinteresarse de Mesina, próxima a las ciudades griegas de Italia, que acaban de ponerse bajo su protección. Apio Claudio Cáudex atraviesa el estrecho y toma por sorpresa la guarnición púnica de Mesina, lo que desencadena el principio de la guerra. A continuación de este revés, el gobierno de Cartago reúne a sus tropas en Agrigento, pero los romanos, dirigidos por Claudio y por Manio Valerio Máximo, se apoderan de las ciudades de Segesta y Agrigento, después de un asedio de siete meses. En Agrigento, los cartagineses consiguen huir. Numerosas ciudades sicilianas optan por la alianza romana, y Cartago decide concentrar sus fuerzas en ciertos puntos, manteniendo en jaque a las fuerzas romanas. Las batallas navales, que dan ventaja a Cartago por un tiempo, se equilibran a partir de la invención romana del corvus, sistema de abordaje empleado por primera vez en 260 a. C., en la batalla de Milas, ganada por el cónsul romano Cayo Duilio·. Además, los romanos, dirigidos por Marco Atilio Régulo, llevan una expedición a África, a la región del cabo Bon, en 256 a. C.
Los cartagineses reclutan entonces a mercenarios de Esparta, como Jantipo. Después de un combate, Régulo es hecho prisionero. Escritores tardíos afirman que fue enviado a Roma a pedir condiciones de paz inaceptables, y volvió a Cartago para sufrir el martirio, pero esta leyenda es falsa, según Serge Lancel.
Roma trata en vano de tomar ventaja en el mar, mientras la guerra terrestre prosigue en Sicilia. El sitio de Lilibea se salda en fracaso para los romanos. La guerra dura veinte años más, sin ningún enfrentamiento decisivo, hasta la batalla de las Islas Egadas, en 241 a. C., con la definitiva derrota cartaginesa, y su expulsión de Sicilia. Las condiciones de paz son fijadas por la paz de Lutacio.

### Primera entreguerra (241-218 a.C.)

#### La Guerra de los mercenarios

Etapas de la Guerra de los mercenarios (241-238).

Después de abandonar Sicilia a los romanos, Cartago debe reprimir una revuelta de sus mercenarios en 241 a. C., principalmente, spendios y campanios, dirigidos por el libio Matón. Giscón repatría desde Sicilia al ejército, por grupos de mercenarios y de libios. El Senado de Cartago había tratado, por intermediación de Hannón, de discutir el montante de la soldada debida, y reunió a los mercenarios en Cartago, y luego en Sicca. Los rebeldes, libios y campanios, según Polibio, amenazan al estado y obtienen sus salarios.
Sin embargo, sus demandas suplementarias bloquean la situación. La guerra es dura, como una guerra civil, a causa de su marcado carácter africano. Las ciudades africanas dan su apoyo mayoritariamente a los rebeldes, y les abastecen de tropas.
Amílcar Barca se alía con los númidas, y usa la diplomacia para suscitar defecciones en el campo adversario. En respuesta, los rebeldes torturan y matan a Giscón y a varios centenares de cartagineses. Finalmente son aplastados por Amílcar en el llamado desfiladero de la sierra.  Spendios y Mathó son crucificados.
Con ocasión de una revuelta indígena, Roma interviene, en flagrante violación del tratado de paz, y se pierde Cerdeña en 238-237 a. C.. Cartago quiere reaccionar, pero ante la voluntad romana de reemprender la guerra, se ve obligada a aceptar el hecho consumado. Poco después, los romanos también toman posesión de Córcega. En 218 a. C., Cartago pierde también Malta.
El acontecimiento ha pasado a la posteridad, gracias al lugar que ocupa en la novela de Gustave Flaubert, Salambô (1862), que sigue fielmente el relato de Polibio.

#### La Hispania bárcida
La familia de los Bárcidas conquista un principado en el sudeste de Hispania, a partir de antiguas posesiones fenicias. El despliegue púnico en la península ibérica tenía por objetivo compensar las pérdidas de Sicilia y Cerdeña, y tomar posesión de importantes zonas mineras. En efecto, al final de la primera guerra púnica, Amílcar Barca decide tomar posesión de las minas ibéricas, y sobre todo, de obtener una base territorial en Iberia, a fin de resistir a los romanos.
Las minas permiten ayudar al pago de la indemnización de guerra debida a Roma. En 226 a. C., el tratado del Ebro firmado entre Asdrúbal el Bello y Roma, prohíbe a los cartagineses franquear el río en armas. En 219 a. C., el sitio de Sagunto, ciudad aliada de Roma, desencadena la segunda guerra púnica.

### Segunda guerra púnica (218-202 a.C.)

Ruta de la invasión de Aníbal.

La segunda guerra púnica tiene como punto culminante la campaña de Italia: el general Aníbal Barca, de la familia de los bárcidas, consigue atravesar los Pirineos y los Alpes con sus elefantes. Sin embargo, renuncia a tratar de entrar en Roma. El pretexto de la guerra fue el sitio de Sagunto por los cartagineses. Una embajada romana a Cartago sólo pudo comprobar la aprobación de la ciudad de la actuación del bárcida en Iberia, y por tanto, del conflicto entre las dos potencias. La expedición de Aníbal comienza en 218 a. C., con un ejército de 90.000 infantes, 12.000 caballeros, y 37 elefantes. Atraviesa la Galia, evitando a los aliados de Roma en la región, e incluso consiguiendo la incorporación de ciertos pueblos galos. Consigue atravesar los Alpes por un camino alejado del mar, a fin de evitar a las legiones romanas., aunque pierde la mayor parte de sus elefantes de guerra, y numerosos soldados, de modo que sólo llegan a Italia unos 20.000 soldados de infantería, y 6.000 de caballería. El descenso por Italia es una sucesión de victorias fulminantes: Batalla del Tesino, Batalla del Trebia, Batalla del Lago Trasimeno. Después de esta última, Aníbal deja partir a los aliados italianos, para dividir al campo adversario., y renuncia a tomar la ciudad. Roma nombra dictador a Quinto Fabio Máximo, pero sufre una nueva derrota en la Batalla de Cannas, debido a la superioridad táctica de los cartagineses.

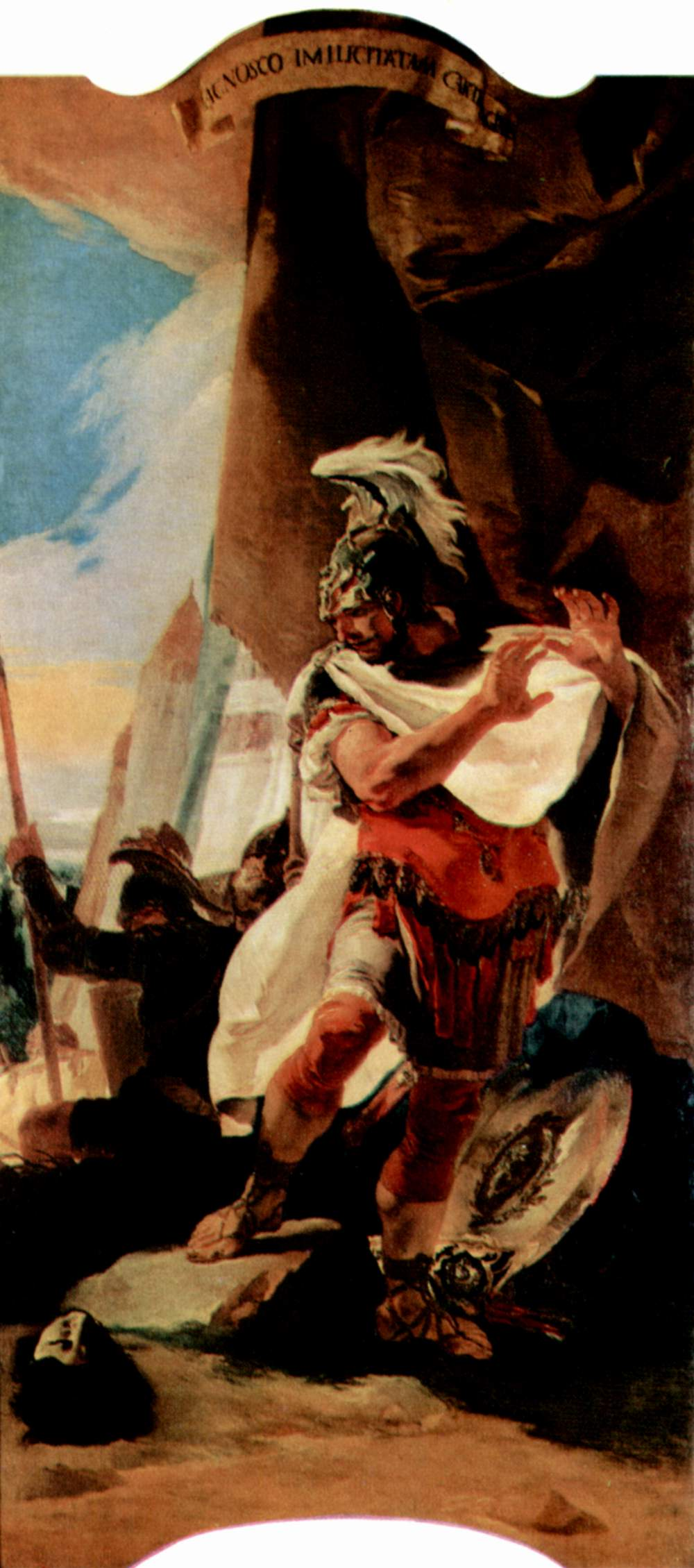
Aníbal, mirando la cabeza de Asdrúbal de Giambattista Tiepolo, 1725, Kunsthistorisches Museum de Viena

Sin embargo, la superioridad numérica está del bando romano, pues 70.000 hombres resisten sobre el terreno, mientras que los cartagineses van perdiendo efectivos, sin posibilidad de reemplazarlos, al fracasar la llegada de refuerzos desde Hispania. Las dudas de Aníbal permiten reorganizarse a los romanos. Aníbal centra ahora sus esfuerzos en el terreno diplomático, primero con Filipo V de Macedonia, para abrir un segundo frente, y luego con los aliados italianos de Roma, prometiéndoles la independencia. Poco a poco va cambiando el curso de la guerra. Los romanos se aseguran la fidelidad de las ciudades y hacen retroceder a Aníbal en el centro y sur de Italia.
El frente se abre en España, en 218 a. C., con una sucesión de victorias y de reveses de Roma, tras la intervención de Escipión Africano, que toma Carthago Nova en 209 a. C..Asdrúbal Barca parte al encuentro de su hermano, pero muere en 207 a. C. en la batalla del Metauro, eliminando así toda esperanza de refuerzos para Aníbal.
Escipión firma la paz con Filipo V en 206 a. C., y aprovecha los cambios de bando de Sifax y Masinisa en África, para atacar la retaguardia de Cartago. Es entonces cuando lleva la guerra a África, en 204 a. C., contra Sifax, que había vuelto a la alianza púnica., pero fracasa en Útica. En 203 a. C. vence a Asdrúbal Giscón y a Sifax en la batalla de los Grandes Campos. Las conversaciones de paz subsiguientes no dan fruto, y la guerra continúa con la batalla de Zama en 202 a. C., que sella la derrota de Cartago.
Cartago pierde la totalidad de sus posesiones hispánicas y su flota, salvo diez naves, con prohibición de toda remilitarización, y de emprender ninguna guerra sin permiso de Roma. Aníbal huye, y se refugia en Hadrumeto. La indemnización de guerra es de 10 000 talentos.
A pesar de ello, no todos los romanos quedan satisfechos, ya que la rápida recuperación económica de su rival, que pide pagar en diez años las indemnizaciones previstas para cincuenta, confirma la amenaza potencial de los púnicos. Impulsados por el temor de volver a enfrentarse con Cartago, los romanos deciden seguir la famosa sentencia de Catón el Viejo: «Carthago delenda est» (Cartago debe ser destruida),

### Tercera guerra púnica. Destrucción de Cartago
La tercera guerra púnica (149-146 a. C.) se desencadena por una ofensiva romana en África que desemboca en la destrucción de Cartago, tras un asedio de tres años.

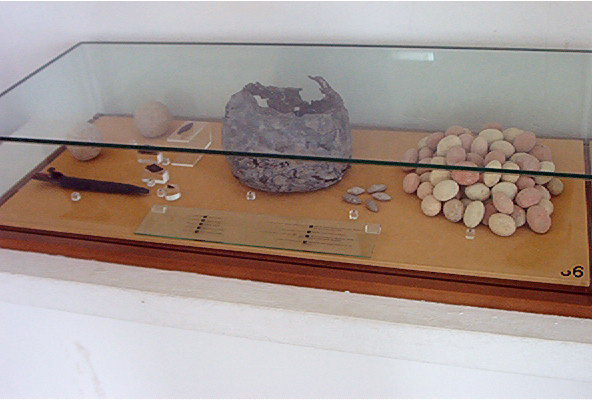
Vitrina con elementos del asedio de Cartago. Museo nacional de Cartago

Cartago, que había alcanzado cierta prosperidad económica entre 200 a. C. y 149 a. C., se ve obligada a violar el tratado de 201 a. C. con Roma, debido a los continuos ataques de Masinisa, que llevan a una guerra contra Numidia. En 151 a. C. se paga la última indemnización de guerra a Roma, pero en los años siguientes, Cartago sufre las intrusiones de Masinisa en la región de los Grandes Campos, sin que Roma haga nada. En 150 a. C., Cartago decide contraatacar para frenar la expansión númida. Es el Casus belli esperado por Roma, que decide enviar tropas. El asedio de Cartago se prolonga desde 149 a. C. hasta 146 a. C.. Después de entregar 300 rehenes, Cartago recibe las exigencias de Roma: debe entregar sus armas y máquinas de guerra. Además, los púnicos deben abandonar la ciudad, e instalarse lejos del mar.
Los cartagineses rechazan las condiciones y se preparan para el asalto final, proporcionando oro y caballos. Los cónsules Censorino y Manilio fracasan contra el sistema defensivo de la capital, hasta que el mando pasa a Escipìón Emiliano en 147 a. C., que consigue la victoria.

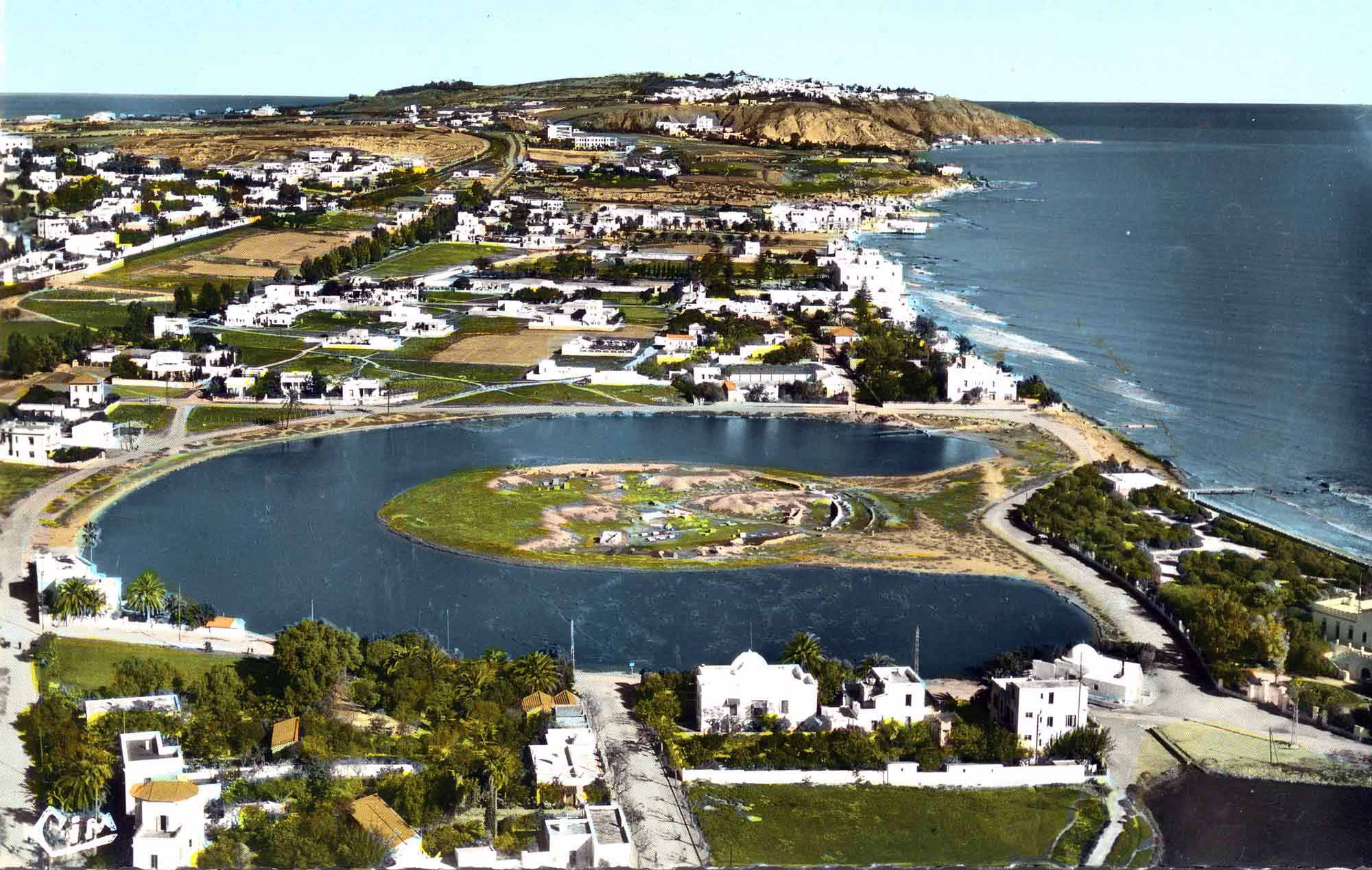
Zona de los puertos púnicos de Cartago, lugar de partida de la ofensiva final

El asedio termina con el asalto final en 146 a. C., seguido de la total destrucción de la ciudad. Los soldados romanos van de casa en casa, asesinando o esclavizando a la población.;  los testimonios sobre la guerra señalan una ferocidad especial. Alrededor de 50.000 personas son reducidas a la esclavitud.
La caída e incendio de la ciudad duran diecisiete días. Borrada del mapa, sólo quedan ruinas, y su territorio es declarado sacer (maldito). En el siglo XX, una teoría indicaba que los romanos sembraron de sal las tierras agrícolas de Cartago, para impedir su cultivo, pero esta teoría ha sido desmentida.

## Cartago romana

Localización de la provincia romana de África

El final de la tercera guerra púnica marca el establecimiento de la provincia romana de África, con una superficie de 25 000 km², y protegida de las veleidades númidas por la fossa regia. Después de la caída de Cartago, su rival, Útica, aliada de los romanos, se convirtió en la nueva capital de la provincia, y centro económico y político de la región.

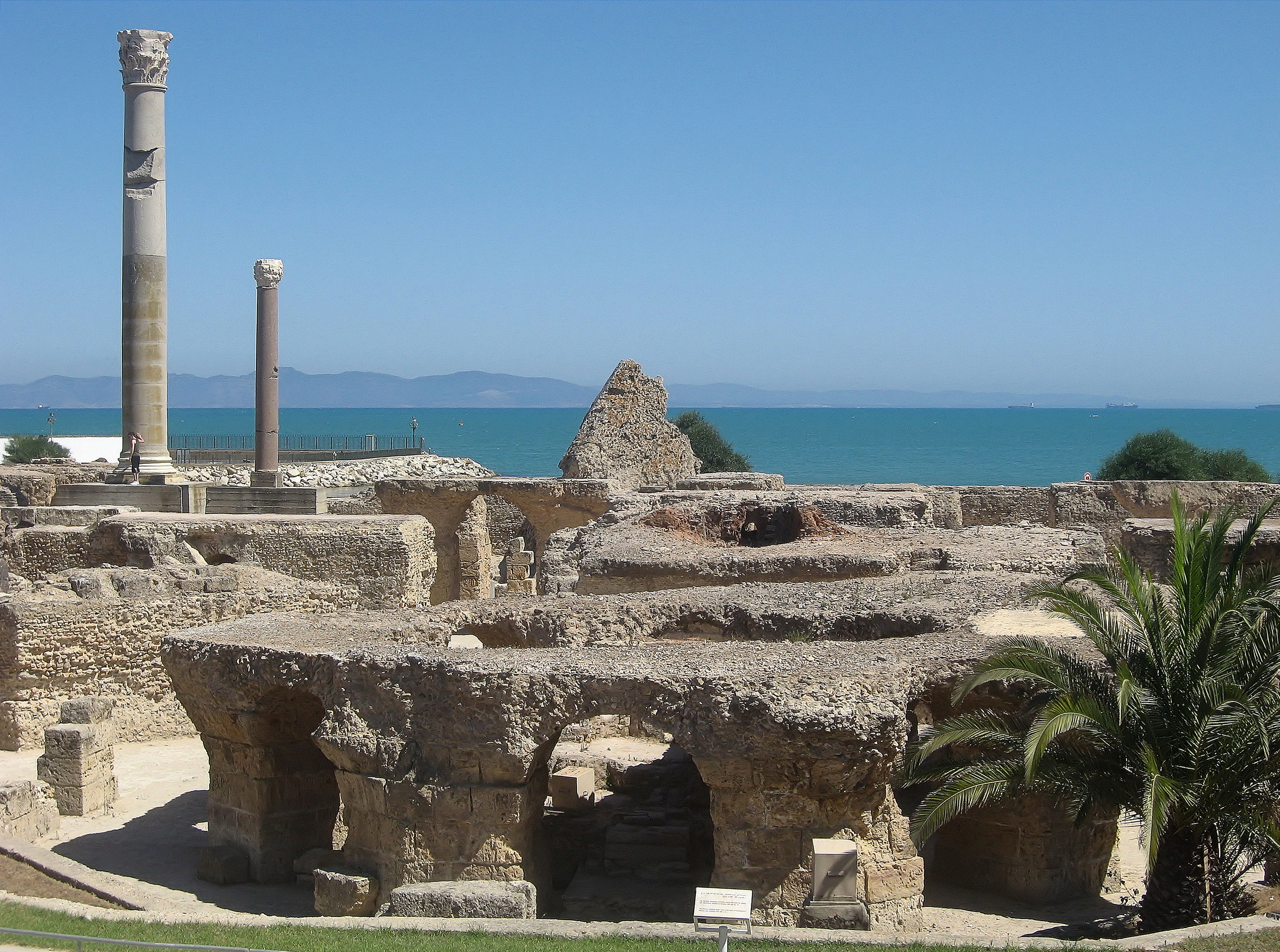
Ruinas de las Termas de Antonino en Cartago

Aunque los Gracos, en particular Cayo Sempronio Graco, tratan de establecer una colonia romana de veteranos en 122 a. C., con el nombre de Colonia Junonia Carthago, la tentativa fracasa .
Más tarde, Julio César declara que Cartago debería ser reconstruida, pero su asesinato en los idus de marzo de 44 a. C., frustra el plan. La reconstrucción es obra de Augusto en 29 a. C., y la nueva ciudad toma el nombre de Colonia Julia Carthago. Esta nueva Cartago tiene como objetivo político promover la romanización del norte de África., región a la vez líbico-numidia, y púnica., como ilustran las primeras construcciones públicas.
Esta colonia se dota de un vasto y rico territorio, que integra antiguas ciudades africanas, como Dougga, donde se pueden instalar los veteranos romanos. La ciudad se convierte en capital administrativa de la provincia de África proconsular, y sede del procónsul. Fue asignada al Senado, ya que se consideraba pacificada. Sin embargo, en la ciudad se estacionó una cohorte romana para asegurar el mantenimiento del orden, y ejecutar las órdenes del procónsul. La calma se mantuvo de manera continuada, desde finales del siglo I, hasta mediados del siglo III. Bajo Septimio Severo, Cartago ve disminuir su territorio, ya que las ciudades que la componen acceden a la autonomía municipal. En contrapartida, obtiene el ius italicum, privilegio fiscal, del que también se benefician otras ciudades africanas, como Útica y Leptis Magna.

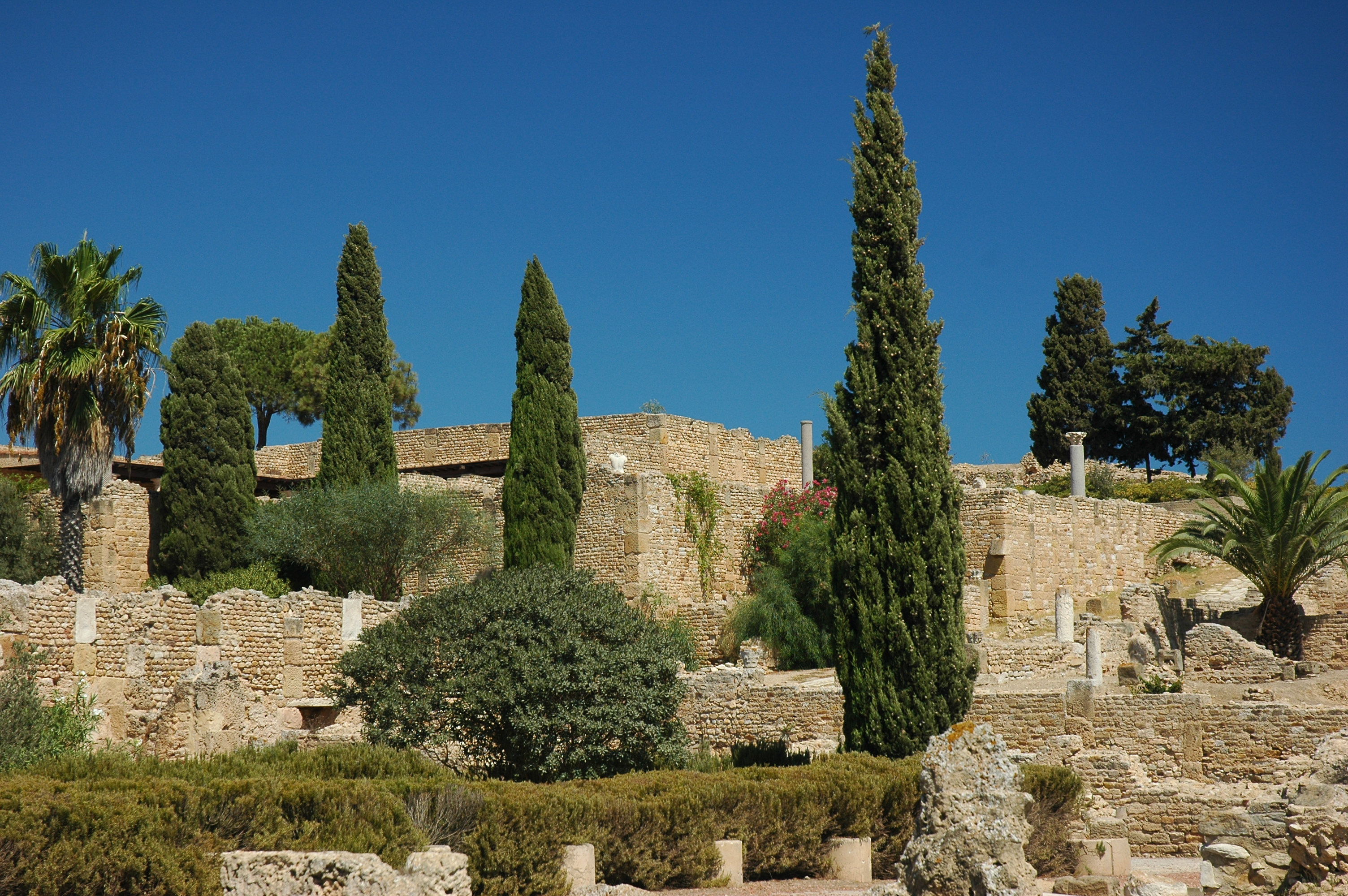
Ruinas de Cartago en la Colina del Odeón

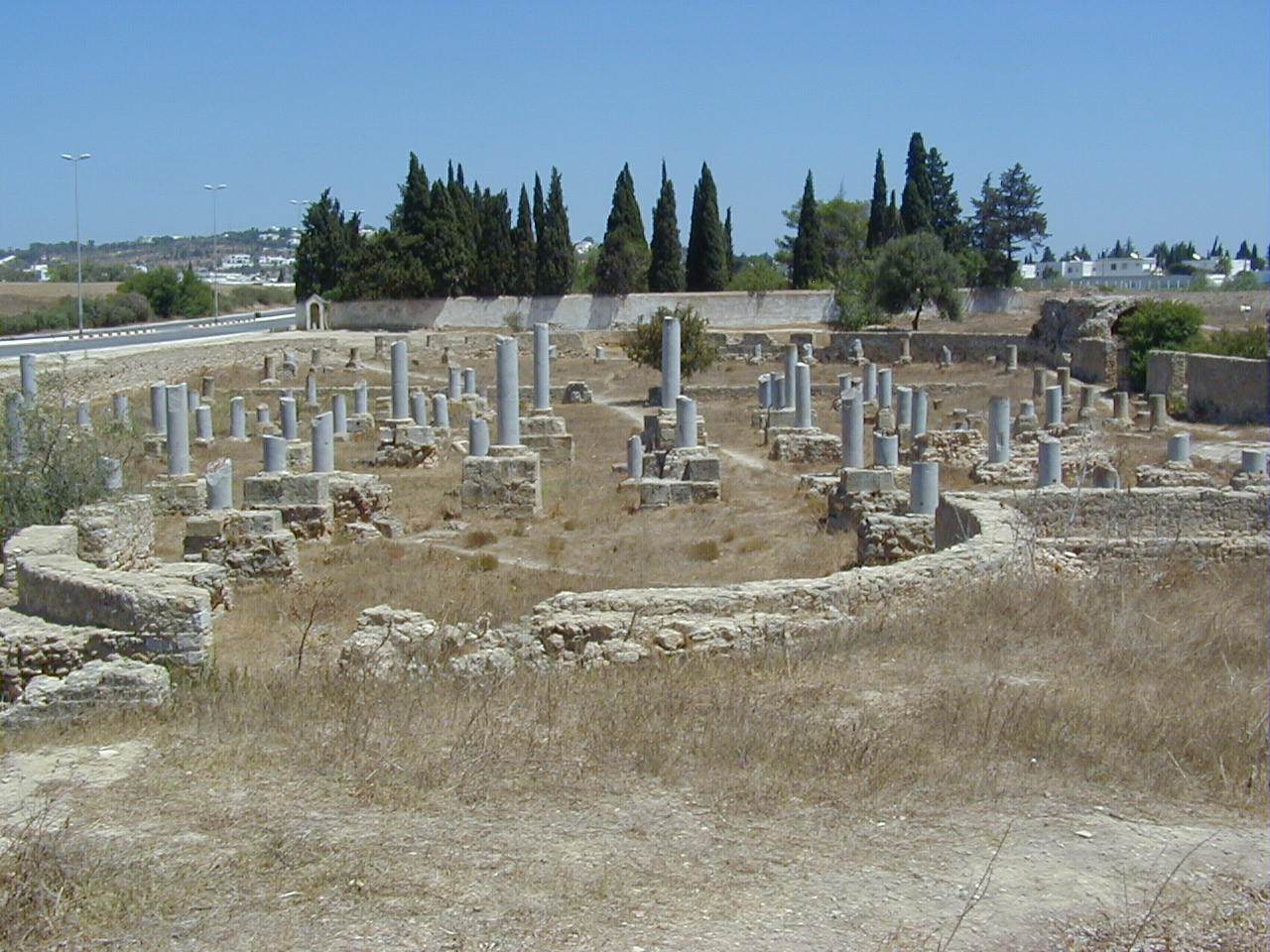
Basílica de Damous El Karita, edificio de culto cristiano que atestigua la difusión del cristianismo en Cartago

Tras la fundación de la colonia, la ciudad recupera rápidamente su rango y prosperidad de antaño, convirtiéndose en una de las ciudades más importantes del Imperio romano. El enriquecimiento se debe a las exportaciones de trigo y aceite de oliva a Roma, y alcanza su cenit con la dinastía Severa, entre los siglos II y III.
La población se estima entre 100.000 y 200.000 habitantes, en los siglos I y II, llegando a los 300.000 después de la conquista vándala, para una ciudad de 321 hectáreas de superficie.
El cristianismo se implanta firmemente, aun antes de Constantino I. Las persecuciones imperiales producen mártires desde finales del siglo II.Cipriano de Cartago, su primer obispo, sufre martirio en 258. Las persecuciones de Diocleciano se llevan allí a cabo con particular dureza.
Esto hace que se convierta en el mayor centro espiritual de Occidente, y patria de Tertuliano, san Cipriano, o Aurelio de Cartago.
Una serie concilios de Cartago comienza algunos años después, con la participación de 70 obispos. Tertuliano se separa de la corriente principal representada por el obispo de Roma, cisma más grave que el de los donatistas. A esto siguen persecuciones y apostasías de ciertos miembros de la Iglesia, entre ellos el obispo de Cartago. Contra ellos luchó reiteradamente Agustín de Hipona. En 397, se confirmó el Canon bíblico de la Iglesia de Occidente en el concilio de Cartago.

## Siglo vándalo

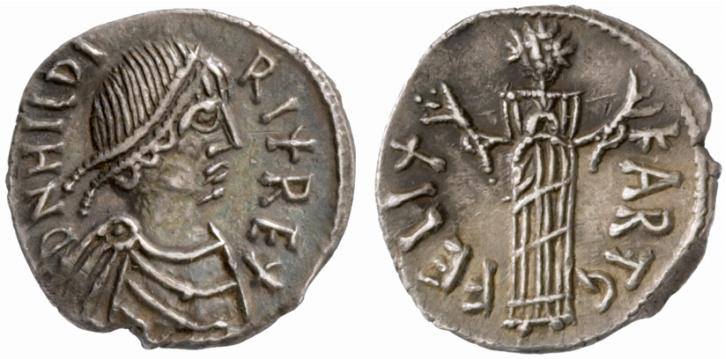
Moneda de plata del rey vándalo Hilderico

Cartago y los otros centros de la provincia son conquistados en 439 por las tropas vándalas del rey Genserico, que vence al general bizantino Bonifacio, y hace de Cartago la capital de su reino. Genserico es arriano, o sea un hereje para el catolicismo instituido. El período vándalo coincide con una vuelta a las persecuciones, aunque se debe ser prudente sobre su alcance. Las fuentes son esencialmente católicas, y sujetas a acusaciones de parcialidad. Sin embargo, ciertas fuentes dan testimonio de trabajos urbanos que difícilmente pueden comprobarse, dado el estado de los restos.
Después de un intento fallido de reconquista en el siglo V, los bizantinos de Justiniano vencen a los vándalos en el siglo VI. El 15 de octubre de 533, el general bizantino Belisario entra en Cartago, y evita el saqueo de la ciudad.

## Cartago bizantina

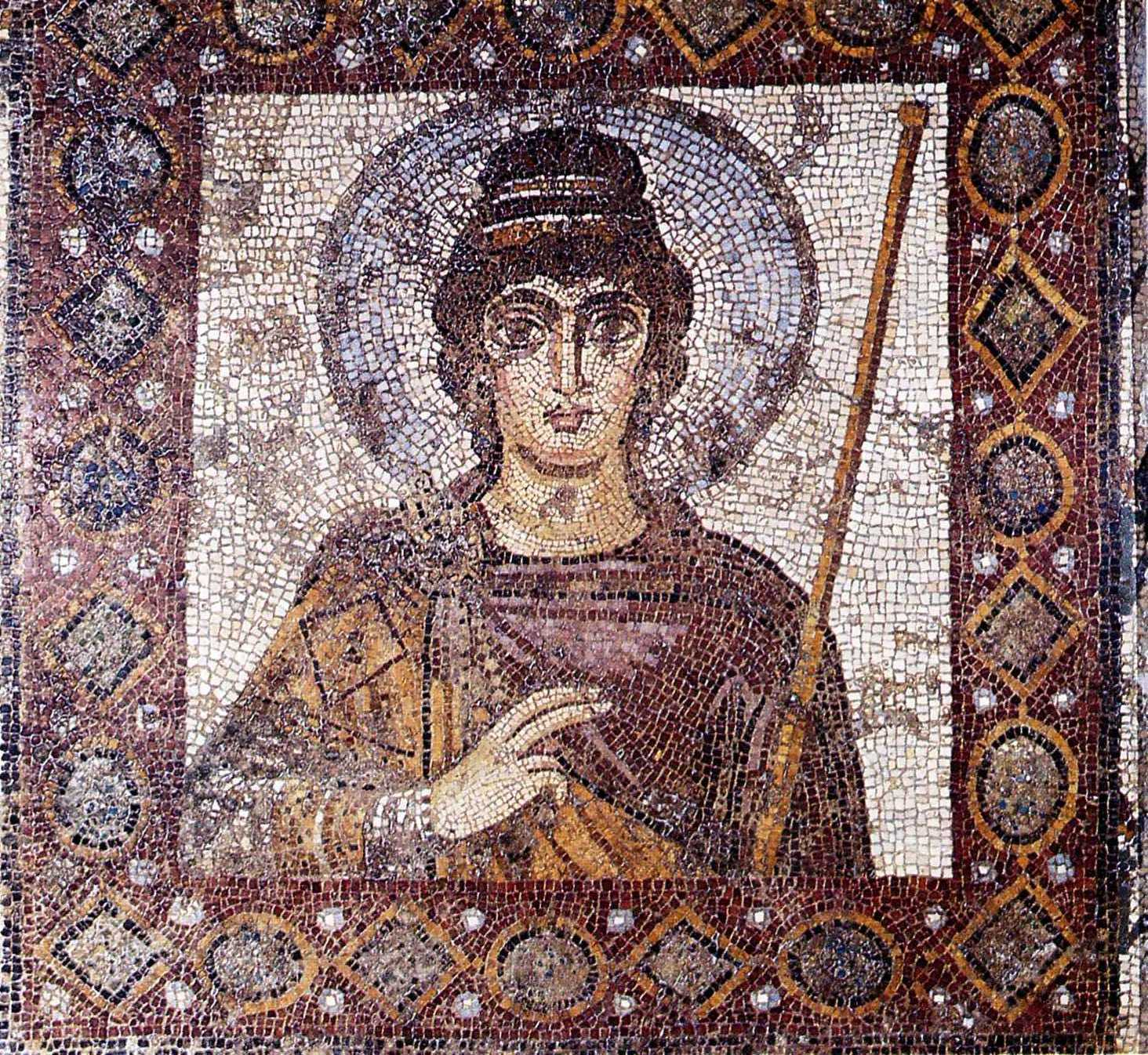
La Dame de Cartago, mosaico del, Museo nacional de Cartago

Justiniano instala en Cartago la sede de su diócesis de África, e intenta restaurar la ciudad y la provincia. Como consecuencia de la crisis monotelista, los emperadores bizantinos, opuestos a la Iglesia de África, se alejan de Cartago.
Bajo el reinado del emperador Mauricio, Cartago se convierte en exarcado, a imagen de Rávena en Italia. Los dos exarcados constituyen los baluartes de Bizancio, pues representan los últimos territorios que poseen todavía en Occidente. Al principio del siglo VII, el exarca de Cartago, de origen armenio, Heraclio, consigue derrocar al emperador Focas.
El exarcado bizantino no puede, sin embargo, resistir a la conquista musulmana del Magreb del siglo VII. El primer ataque se lanza desde Egipto, sin gran éxito, en 647. Una campaña más eficaz se lleva a cabo entre 670 y 683. En 698, el exarcado de Cartago es finalmente sometido, por Hassan Ibn Numan, a la cabeza de un ejército de 140.000 hombres. El gobernador omeya destruye Cartago, como hicieron los romanos en 146 a. C., y funda Kairouan, que le sustituye como centro regional. La destrucción del exarcado de Cartago marca el final de la influencia romana y bizantina en el norte de África, y el ascenso del islamismo en Magreb.